# Worora jezici
Worora jezici, porodica australskih jezika iz države Zapadna Australija. 
Obuhvaća (7) jezika od kojih su neki potpuno nestali, a drugi su pred izumiranjem: gambera [gma], †; kwini [gww], 50 (Black 1983); miwa [vmi], †; ngarinyin [ung], 82 (Wurm and Hattori 1981); wilawila [wil], †; worora [unp], 20 (Schmidt 1991); wunambal [wub], 20 (Schmidt 1991).

## Vanjske poveznice
- Ethnologue (14th)
- Ethnologue (15th)